# 라이언 두식
라이언 마이클 두식 (Ryan Michael Dusick, 1977년 9월 19일 ~ )은 미국의 드러머로, 마룬 5의 전신인 카라스 플라워스의 현 구성원이자, 마룬 5의 전 구성원이다.
2004년부터 어깨 부상으로 인해 활동이 힘들어진 라이언 두식을 대신해 맷 플린이 대체 드러머로 활동하였고, 그 이후에도 부상이 호전되지 않자 2006년 9월 라이언 두식은 탈퇴하고 맷 플린이 공식적인 정규 구성원로 들어오게 되었다.

## 사생활
라이언 두식은 잭 두식(Jack Dusick)의 손자이자, 데이비드 패런티노(David Farentino)의 사촌이다.

## 학력
- 브렌우드학교(Brentwood School) 졸업
- 캘리포니아 대학교 로스앤젤레스(UCLA) 영어학 학사[2]

## 음반 목록
카라스 플라워스의 드러머(1994년 ~ 2001년)
- The Fourth World (1997)

"Soap Disco" (1997)
마룬 5의 드러머(2001년 ~ 2006년)
- Songs About Jane (2002)

"Harder To Breathe" (2002)
"This Love" (2004)
"She Will Be Loved" (2004)
"Sunday Morning" (2005)
"Must Get Out" (2005)
- 1.22.03.Acoustic (2004)
- Live – Friday The 13th (2005)

기타 음악가 참여 음반
- 사라 바렐리스(Sara Bareilles) - Careful Confessions (2004) - 프로듀서 ("Come Round Soon")
- 마룬 5 - It Won't Be Soon Before Long (2007) - 음악 감독, 작사작곡 ("The Way I Was")
- 마룬 5 - Overexposed (2012) - 작사작곡 ("Wasted Years")

## 참조
1. ↑  http://www.answers.com/topic/matt-flynn-musician
2. ↑  http://www.rollingstone.com/music/features/a-whiter-shade-of-funk-20040610